# Павлоградское городское поселение
Павлоградское городско́е поселе́ние — муниципальное образование в Павлоградском районе Омской области Российской Федерации.
Административный центр — посёлок городского типа Павлоградка.

## История
Статус и границы городского поселения установлены Законом Омской области от 30 июля 2004 года № 548-ОЗ «О границах и статусе муниципальных образований Омской области».

## Население
| 2010  | 2011  | 2012  | 2013  | 2014  | 2015  | 2016  |
| ----- | ----- | ----- | ----- | ----- | ----- | ----- |
| 7582  | ↘7572 | ↘7478 | ↘7351 | ↘7176 | ↗7208 | ↘7205 |
| 2017  | 2018  | 2019  | 2020  | 2021  | 2023  |       |
| ↘7154 | ↗7174 | ↘7133 | ↗7144 | ↗7218 | ↘7188 |       |

## Состав городского поселения
| № | Населённый пункт | Тип населённого пункта                          | Население |
| - | ---------------- | ----------------------------------------------- | --------- |
| 1 | Павлоградка      | посёлок городского типа, административный центр | ↘7188     |